# Night Owls
Albums de Vaya Con Dios
Vaya Con Dios
(1988) Time Flies
(1992)
Singles
1. What's a Woman?
Sortie : avril 1990
2. Nah Neh Nah
Sortie : juillet 1990
3. Night Owls
Sortie : novembre 1990

Night Owls est le deuxième album studio du groupe belge Vaya Con Dios, sorti le 25 avril 1990 chez Ariola Records.

## Liste des titres
| 1. | Nah Neh Nah                  | 2:52 |
| 2. | Far Gone Now                 | 3:08 |
| 3. | Sunny Days                   | 3:29 |
| 4. | Sally                        | 3:28 |
| 5. | Something's Got a Hold on Me | 2:36 |
| 6. | I Don't Want To Know         | 3:35 |

| 1. | What's a Woman?           | 3:56 |
| 2. | Night Owls                | 3:56 |
| 3. | Pack Your Memories        | 3:04 |
| 4. | With You                  | 4:02 |
| 5. | Travelling Light          | 3:32 |
| 6. | Quand elle rit aux éclats | 3:46 |

## Crédits
- André Brasseur – orgue Hammond
- Bruno Castellucci – drums
- Steve Clisby – chœurs
- Verona Davis – chœurs
- Jason Johnson – chœurs
- Dani Klein – chant
- Eric Melaerts – guitare acoustique
- Patrick Mortier – trompette, bugle
- Dirk Schoufs – guitare basse, arrangements, réalisateur
- Frank Wuyts – piano

## Classements et certifications
| Classement (1990–1993)        | Meilleure position |
| ----------------------------- | ------------------ |
| Allemagne (Media Control AG)  | 6                  |
| Autriche (Ö3 Austria Top 40)  | 4                  |
| Hongrie (Mahasz)              | 32                 |
| Pays-Bas (Mega Album Top 100) | 5                  |
| Suède (Sverigetopplistan)     | 8                  |
| Suisse (Schweizer Hitparade)  | 1                  |

| Classement (1990)            | Position |
| ---------------------------- | -------- |
| Allemagne (Media Control)    | 33       |
| Autriche (Ö3 Austria)        | 9        |
| Pays-Bas (Album Top 100)     | 14       |
| Suisse (Schweizer Hitparade) | 2        |

| Classement (1991)            | Position |
| ---------------------------- | -------- |
| Allemagne (Media Control)    | 20       |
| Pays-Bas (Album Top 100)     | 94       |
| Suisse (Schweizer Hitparade) | 12       |

### Certifications
| Région                                                                                                 | Certification | Ventes/Streams |
| --- | ------------- | -------------- |
| Allemagne (BM)                                                                                         | Platine       | 500 000^       |
| Autriche (IFPI)                                                                                        | Platine       | 50 000x        |
| Belgique (BEA)                                                                                         | Platine       | 30 000*        |
| Danemark                                                                                               |               | 27 000         |
| Finlande (IFPI)                                                                                        | Or            | 29 481         |
| France (SNEP)                                                                                          | Or            | 140 000        |
| Norvège                                                                                                |               | 10 000         |
| Pays-Bas (NVPI)                                                                                        | Platine       | 100 000^       |
| Suède (GLF)                                                                                            | Or            | 56 000         |
| Suisse (IFPI)                                                                                          | 3 × Platine   | 150 000x       |
| Résumé                                                                                                 |               |                |
| Monde                                                                                                  |               | 2 000 000      |
| *Ventes selon la certification ^Mise en rayon selon la certification xNon précisé par la certification |               |                |